# Таюрська Софія Олексіївна
Софія Олексіївна Таюрська (нар. 1 травня 1991, Іркутськ, РРФСР, СРСР) — російська співачка і автор пісень, вокалістка панк-поп-рейв-групи «Little Big».

## Біографія

### Ранні роки
Народилася 1 травня 1991 року в місті Іркутську, але незабаром вона разом з батьками переїхала в Новодвінск (Архангельська область). У неї є дві старші сестри і молодший брат. У 6 років пішла на підготовчі курси в музичну школу, в 7 років стала ученицею закладу по класу фортепіано. На літні канікули їхала в Іркутськ, де живуть її рідні. У 12 років вона стала відвідувати дитячу студію, де займалася вокалом.
Після закінчення школи в Новодвинске переїхала в Санкт-Петербург, де поступила в Державний інститут культури за спеціальністю «Режисер театралізованих вистав і свят». Під час навчання підробляла, виступала в барах, кафе і караоке. Мала зайву вагу, але, дотримуючись дієти і займаючись спортом, змогла схуднути. У 2012 році, отримавши диплом, залишилася в Санкт-Петербурзі.

### Кар'єра
З 2014 року бере участь у записі пісень рейв-групи Little Big. Тоді ж відбулося її перша поява в складі колективу в кліпі «With Russia from Love». З 2016 включена в концертний склад проекту.
З 12 по 16 травня 2020 року разом з групою Little Big повинна була представляти Росію на 65-му конкурсі пісні «Євробачення-2020» в місті Роттердамі (Нідерланди). Проте 18 березня організатори оголосили про скасування конкурсу внаслідок пандемії COVID-19.

## Відеокліпи у складі «Little Big»
| Назва                        | Дата випуску      | Альбом                  |
| ---------------------------- | ----------------- | ----------------------- |
| «Hateful Love»               | 28 червня 2016    | Funeral Rave            |
| «Polyushko Polye»            | 17 жовтня 2016    | Funeral Rave            |
| «U can take»                 | 21 лютого 2017    | Сингл                   |
| «Rave on»                    | 31 березня 2017   | Сингл                   |
| «Faradenza»                  | 9 серпня 2018     | Antipositive, Pt. 2     |
| «AK-47»                      | 21 вересня 2018   | Antipositive, Pt. 2     |
| «Skibidi»                    | 5 жовтня 2018     | Antipositive, Pt. 2     |
| «Skibidi» (romantic edition) | 18 березня 2019   | Live in St. Petersburg  |
| «I'm OK»                     | 14 червня 2019    | Сингл                   |
| «ROCK-PAPER-SCISSORS»        | 25 жовтня 2019    |                         |
| «Go bananas»                 | 15 листопада 2019 | Go Bananas              |
| «Uno»                        | 13 березня 2020   | Пісня для «Євробачення» |
| «Hypnodancer»                | 8 травня 2020     | Сингл                   |
| «Tacos»                      | 14 серпня 2020    | Сингл                   |
| «S*ck My D*ck 2020»          | 6 листопада 2020  | Сингл                   |
| Sex Machine                  | 8 березня 2021    | Сингл                   |